# سکالاک (استان کرجالی)
سکالاک (به بلغاری: Skalak) یک منطقهٔ مسکونی در بلغارستان است که در شهرستان کروموفگراد واقع شده‌است.